# つくば3Eフォーラム
つくば3E（環境・エネルギー・経済）フォーラム（つくばすりーいーふぉーらむ、英称:Tsukuba Environment-Energy-Economy Forum）とは、筑波大学を中心に、筑波研究学園都市に立地する4つの研究機関と茨城県、つくば市による環境都市構築のための枠組みである。

## 概要
各個独立性が高かった筑波研究学園都市の教育・研究機関の相互連携を促進し、それぞれの技術・知識を結集して、つくば地域を舞台として低炭素社会システムの構築を目指すとする。期限的・数値的目標として、「2030年までにつくば市の二酸化炭素排出50%削減」を実現し、ここで生まれたモデルを全国展開するとしている。
　2007年12月に発足し、以降1年に1回のペースで産学官民各分野の参加者を集めた一般公開型の会議「つくば3Eフォーラム会議」を開催している。研究機関の代表者、大学教授、行政関係者に加え、学生や市民グループからの発表者も招かれている。

## 構成主体
- 筑波大学
- 産業技術総合研究所
- 国立環境研究所
- 物質・材料研究機構
- 農業・食品産業技術総合研究機構
- 茨城県
- つくば市

## 「3E」
ここでの「3E」とは、環境:Environment, エネルギー:Energy, 経済:Economy の頭文字を表している。いずれかに注力しすぎると他が損なわれかねない「トリレンマ」の関係にある要素とされ、それらすべてが調和して前進した将来像「低炭素社会」または「つくばエコシティ」を目指すとしている。

## 沿革
- 2007年12月15日,16日　「第1回つくば3Eフォーラム会議[4]」開催[5]

- 2008年5月31日,6月1日　「第2回つくば3Eフォーラム会議」開催
  - テーマ「20年後のつくばであなたはどう暮らしていますか？」
  - 海外の著名な環境都市4市から発表者を招いての招待講演が行われた。[6]
- 2009年8月8日　「第3回つくば3Eフォーラム会議」開催
  - テーマ「つくばに未来をたくす」
  - つくば市の環境計画である「つくば環境スタイル」の発表が行われた。[2]

## 学生の活動
第1回つくば3Eフォーラム会議に参加した筑波大の学生が中心となり、「3Ecafeプロジェクトチーム」というグループを結成して学生の視点から環境都市の実現を推進する活動を行っている。
　「3E」に関する分野の研究者・企業人・大学院生などをゲストに招いてゲストからのプレゼンと参加者同士でのグループトークを組み合わせた企画「3Eカフェ」を、つくば3Eフォーラム発足直後の2008年2月より継続開催している。また、筑波大学での「3E」に関する総合科目（教養科目）のカリキュラム案の提案や、学内の環境負荷削減の提案なども行っている。